# Crock (comic strip)
Pour les articles homonymes, voir Crock.
Crock est un comic strip américain créé en 1975 par le dessinateur Bill Rechin (en) et le scénariste Brant Parker, remplacé par Don Wilder l'année suivante, et diffusée par King Features Syndicate.
Après le décès de Rechin en mai 2011, la série est reprise par son fils Kevin Rechin (en) et son gendre Bob Morgan, mais sa diffusion est interrompue le 20 mai suivant. Elle était alors diffusée dans environ 250 journaux.
Cette bande dessinée humoristique, conçue comme une parodie du roman des années 1920 Beau Geste, met en scène des soldats de la Légion étrangère gardant un fort isolé au milieu d'un désert.